# Айола (Пенсільванія)
Айола (англ. Iola) — переписна місцевість (CDP) в США, в окрузі Колумбія штату Пенсільванія. Населення — 154 особи (2020).

## Географія
Айола розташована за координатами 41°8′2″ пн. ш. 76°31′50″ зх. д. / 41.13389° пн. ш. 76.53056° зх. д. (41.133818, -76.530690).  За даними Бюро перепису населення США в 2010 році переписна місцевість мала площу 0,71 км², з яких 0,70 км² — суходіл та 0,01 км² — водойми.

## Демографія
Згідно з переписом 2010 року, у переписній місцевості мешкали 144 особи в 61 домогосподарстві у складі 35 родин. Густота населення становила 202 особи/км².  Було 70 помешкань (98/км²).
Расовий склад населення:
| - 97,2 % — білих - 0,7 % — азіатів |

До двох чи більше рас належало 1,4 %. Частка іспаномовних становила 4,9 % від усіх жителів.
За віковим діапазоном населення розподілялося таким чином: 23,6 % — особи молодші 18 років, 63,9 % — особи у віці 18—64 років, 12,5 % — особи у віці 65 років та старші. Медіана віку мешканця становила 36,8 року. На 100 осіб жіночої статі у переписній місцевості припадало 77,8 чоловіків;  на 100 жінок у віці від 18 років та старших — 80,3 чоловіків також старших 18 років.
Середній дохід на одне домашнє господарство  становив 58 773 долари США (медіана — 40 833), а середній дохід на одну сім'ю — 54 332 долари (медіана — 60 000). За межею бідності перебувало 8,5 % осіб, у тому числі 0,0 % дітей у віці до 18 років та 10,7 % осіб у віці 65 років та старших.
Цивільне працевлаштоване населення становило 106 осіб. Основні галузі зайнятості: роздрібна торгівля — 30,2 %, виробництво — 19,8 %, освіта, охорона здоров'я та соціальна допомога — 19,8 %.